# 巴伐利亞的瑪麗亞·約瑟法
瑪麗亞·約瑟法（英語：Maria Josepha，1739年3月30日—1767年5月28日）是神圣罗马帝国皇后和巴伐利亚公主。她的父亲是神圣罗马帝国唯二出身维特尔斯巴赫王朝的皇帝之一，查理七世。
1765年，瑪麗亞·約瑟法在维也纳和她喪妻的表亲约瑟夫结婚。约瑟夫的母亲和她的母亲也是表亲。这是一场不愉快的婚姻，约瑟夫一直没有忘记他的原配帕尔马的伊莎貝拉所以對瑪麗亞·約瑟法十分冷淡。婚后两年，她患上天花逝世。约瑟夫在她患病期间没有探望过她，死后也没有出席她的葬礼。